# Aeschynanthus siphonanthus
Aeschynanthus siphonanthus är en tvåhjärtbladig växtart som beskrevs av Charles Baron Clarke. Aeschynanthus siphonanthus ingår i släktet Aeschynanthus och familjen Gesneriaceae. Inga underarter finns listade i Catalogue of Life.